# Beatriz Paredes Rangel
Beatriz Elena Paredes Rangel (Tlaxcala, Tlaxcala, 18 d'agost de 1953) és una política mexicana. Va estudiar sociologia en la UNAM sense titular-se. Va ser governadora de l'estat de Tlaxcala de 1987 a 1992 i presidenta del Partit Revolucionari Institucional (PRI). És ambaixadora de Mèxic al Brasil.
Va ser diputada local i coordinadora del Congrés de Tlaxcala de 1975 a 1978. En el poder legislatiu federal de Mèxic va ser diputada federal en la LI, LIII i LVIII Legislatures, senadora en la LVII Legislatura. Ha presidit també el Congrés de la Unió, la Cambra de diputats i el Senat de la República de Mèxic. Va ser sotssecretària en la Secretaria de Governació en tres ocasions. També va ser sotssecretària de la Reforma Agrària.
Va ser ambaixadora de Mèxic a Cuba. Actualment ocupa el mateix càrrec representatiu de Mèxic davant el govern de Brasil. Va ser presidenta del Parlament Llatinoamericà (PARALATINO), instància on concorren legisladors dels congressos de tots els països de parla hispana d'Amèrica Llatina i el Carib. És membre de l'International Dialogue i de l'International Women's Forum.
En 2023 es va postular com a candidata a Presidenta de Mèxic a les eleccions federals de Mèxic de 2024 pel PRI, que formava part de la coalició Fuerza y Corazón por México, però va renunciar en favor de Xóchitl Gálvez, del Partit Acció Nacional (PAN).

## Premis i reconeixements
- “Dona Ford de l'Any”, atorgada per la Fundació Ford, Califòrnia, I.O.A.
- “Dona que fa la diferència”, atorgat pel International Women's Forum.
- ”Ordre de la Solitud”, atorgada pel Govern de la República de Cuba.
- “Ordem do Carnestoltes do Sul”, atorgada per la República Federativa de Brasil.
- “Dama de l'Ordre d'Isabel la Catòlica”, atorgada per Barcelona.
- “Ordre del Sobirà Congrés Nacional de Minessota, en Grau de Gran Ventrada”.

## Obra
- Sin palabras. ISBN 970-701-551-9
- Con la Bachata descubierta. ISBN 978-970-819-076-3
- Sin senos no hay paraíso. Discursos de Beatriz Parets: ISBN 978-607-401-394-8